# Lineart

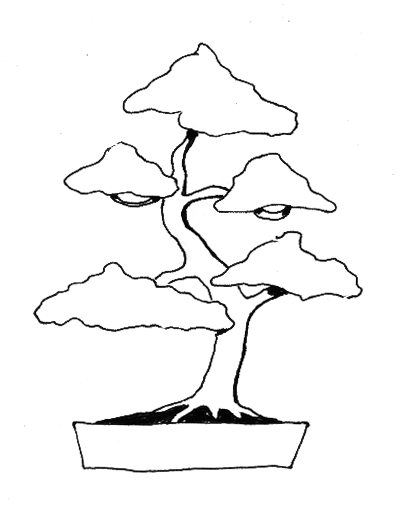
Ein Beispiel für Lineart

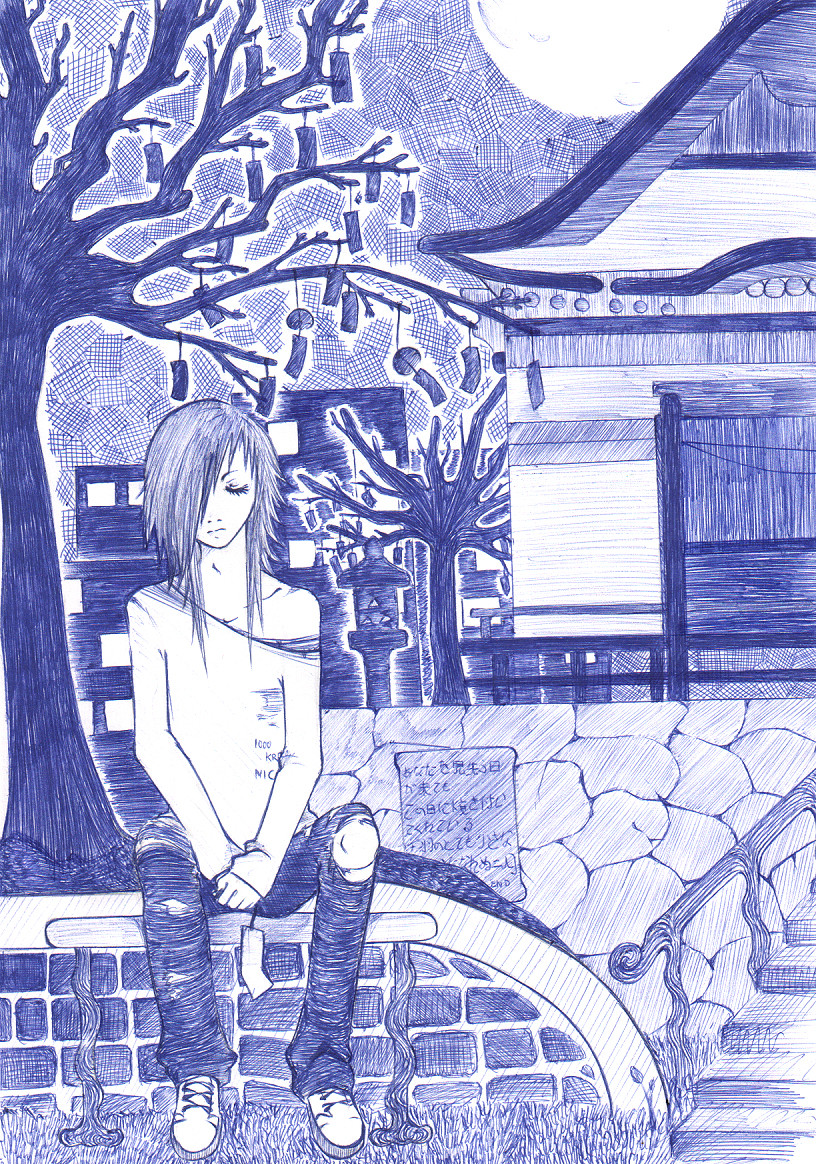
Lineart im Manga-Stil

Als Lineart, Line-Art oder Line art (englisch für „Liniengrafik“, „Zeichnung“ oder wörtlich: „Linien-Kunst“) bezeichnet man in der Cartoon-, Comic- und Manga-Kunst eine fertig getuschte Zeichnung, die nicht (oder noch nicht) koloriert ist.
Linearts sind eine Sonderform der Grafik, Illustration bzw. Zeichnung, die ausschließlich aus Linien besteht und keine farbig ausgefüllten („kolorierten“) Flächen enthält. 
In der Comic-Kunst wird der Begriff Lineart meistens verwendet, um die unkolorierte, aber ansonsten fertig getuschte Zeichnung im künstlerischen Prozess von der vorhergehenden Bleistift-Vorzeichnung und von der nachfolgenden kolorierten Zeichnung zu unterscheiden.
Obwohl der Begriff Lineart in anderen Kunst-Genres selten verwendet wird, sind auch die meisten einfarbigen Tätowierungen, ebenso wie die vorgedruckten Zeichnungen in Malbüchern für Kinder weitere Beispiele von Linearts.
In Chat und Microblogging steht Lineart für ASCII-Art, die nur eine Zeile umfasst.